# 菅野志桜里
菅野 志桜里（かんの しおり、1974年7月24日 - ）は、日本の弁護士、政治家、元検察官。
衆議院議員（3期）、国民民主党広報局長、同憲法調査会長、民進党政務調査会長（初代）、同国民運動局長を歴任。2021年衆議院総選挙立候補見送り後一般社団法人国際人道プラットフォーム代表理事に就任。
出生時の姓は「菅野」。2006年の結婚時に当時の夫の姓である「山尾」に改姓。衆議院議員時代の活動名義は山尾 志桜里（やまお しおり）。2018年の離婚時に「菅野」へ復氏した。2021年11月8日、自身のTwitterを更新し、今後は「菅野志桜里」と本名に戻して活動すると発表した。2025年5月14日、次期参院選擁立を決定した国民民主党は姓の表記を「菅野」から「山尾」に修正すると発表した。

## 来歴

### 生い立ち
宮城県仙台市生まれ。聖徳学園小学校、東京学芸大学附属大泉中学校、東京学芸大学附属高等学校卒業。聖徳学園小学校4年生在学中の1983年、英語学校のアマチュアミュージカル『アニー』で主役を務めた。その後、ミュージカル『アニー』のオーディションに合格し、1986年、倍賞寛子（猪木寛子）とダブルキャストでアニー役を務めた。1993年、東京大学文科一類に入学。

### 検察官時代
1999年3月、東京大学法学部を卒業。2002年、司法試験に合格した。2003年4月、司法研修所入所。司法修習（旧57期）時代に、IT起業家の山尾恭生と交際を始めた。恭生は志桜里と生年が同じで、東京大学の卒業生だった。就職後起業し、女性専用コミュニティサイト「凛」を立ち上げ、2004年にはライブドアに数億円で売却し、同社の役員となった。
2004年10月に検事任官、東京地方検察庁に着任。2005年4月、千葉地方検察庁に着任。
2006年3月5日、山尾恭生と結婚。同年4月、名古屋地方検察庁岡崎支部に着任。
2007年9月に民主党が次期衆院選の愛知7区の候補者公募を実施すると、これに応募。当時民主党代表だった小沢一郎にスカウトされたとも言われている。民主党本部は11月下旬、元日進市議会議員の白井えり子を擁立する意向を同党県連に打診したが、白井が「同じ女性の山尾氏を支援したい」と辞退したことから最終的に山尾が選ばれた。12月7日に退官し、瀬戸市に移り住む。12月15日、同党県連は正式に山尾の擁立を決定した。

### 民主党公認で衆議院議員に初当選

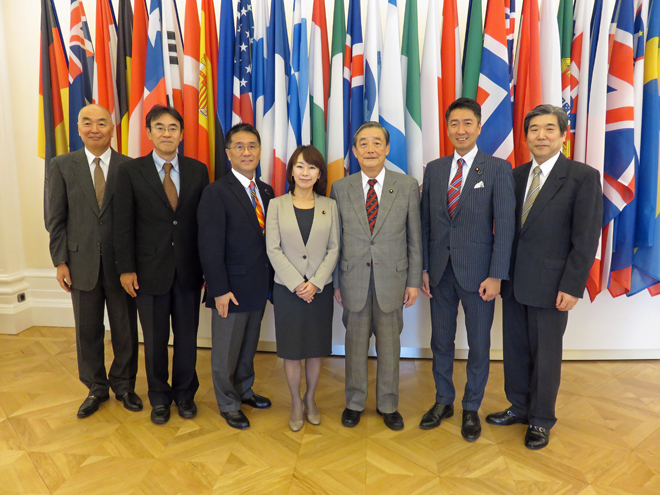
2015年10月12日、衆議院法務委員会理事として衆議院法務委員長奥野信亮（右から3人目）、衆議院法務委員会理事伊藤忠彦（左から2人目）、衆議院法務委員会委員清水忠史（右から2人目）と共に経済協力機構事務次長玉木林太郎（左端）、経済協力開発機構日本政府代表部特命全権大使兒玉和夫（右端）と会談

2009年8月の第45回衆議院議員総選挙に民主党公認で愛知7区から出馬し、自由民主党前職の鈴木淳司を7万票超の差で破り、初当選した。同年12月には、小沢一郎を名誉団長とする小沢訪中団に参加し、中国を訪問した。
2010年9月14日に行われた民主党代表選挙では菅直人の推薦人に名を連ねた。2011年1月5日、男児を出産。
2012年12月の第46回衆議院議員総選挙では、日本未来の党が女性弁護士の正木裕美を擁立。山尾と正木の間で票が割れ、小選挙区では鈴木が当選した。民主党は比例東海ブロックで4議席しか獲得できず、5番目の惜敗率（83.70％）だった山尾は落選した。
2014年12月の第47回衆議院議員総選挙に際しては、東海四県（愛知、岐阜、三重、静岡）の中部電力管内の小選挙区から民主党公認で立候補した候補者の多くが連合傘下の中部電力労働組合から選挙支援を受けるため、核燃料サイクルや原子力の平和利用を明記した政策協定を結んだが、山尾は協定を結ばず、中電労組からの選挙支援も受けなかった。なお、映画監督の山田洋次は山尾の支持を表明している。前職の鈴木を約5千票差で破り、2年ぶりに国政復帰。
この選挙で民主党代表の海江田万里が落選。海江田の辞任に伴い2015年1月18日に行われた代表選挙では、細野豪志の推薦人に名を連ねた。
2016年3月27日、民進党結成し、政調会長に就任。同年のユーキャン新語・流行語大賞にて「保育園落ちた日本死ね」がトップテンに入選した際、国会で待機児童問題を追及した縁で授賞式に関係者として出席する。
2017年7月16日、横浜市長選挙が告示され、自民・公明が推薦する現職の林文子、元衆議院議員の長島一由、元市議の伊藤大貴の3人が立候補した。同選挙で民進党は自主投票を決めたが、伊藤の選対本部長の真山勇一参議院議員は、元政調会長の山尾に応援を要請。山尾は真山の要請を断り、7月27日、林の選挙カーに乗り弁士を務めた。林支援の報はすぐにSNSに流れ、物議を醸した。なお、林には連合神奈川も推薦を出しており、労働組合との関係で林の応援に入ったとの見方が強い。

### 2017年衆議院議員選挙
2017年9月1日、民進党代表選挙が実施される。前原誠司が枝野幸男を破り、代表に就任した。山尾は前原に投票した。9月2日、前原は都内のホテルで、代表選で自陣営の選対本部長を務めた大島敦、側近の小川淳也らとともに党執行部人事の検討に着手。代表代行に枝野と大島、幹事長に山尾を起用する方針を固め、同日午後、山尾にその旨を伝えた。
同年9月3日、前原の指示で、愛媛3区補欠選挙の民進党候補の白石洋一の事務所開きに出席（その後衆議院が解散したため補選は実施されず、48回総選挙に吸収された）。同日夜、山尾は弁護士の倉持麟太郎と品川区のホテルに宿泊。二人でいるところを写真に撮られ、「週刊文春」の取材を受けた。
同年9月4日昼、前原は大島や松野頼久らと会談した際、山尾の幹事長起用案に党内で反発が広がっていることを聞かされる。さらに「週刊誌が山尾と倉持との交際疑惑を取材している」との情報がもたらされ、同日午後、前原は自身の事務所に山尾を呼び、事情聴取した。山尾は倉持との関係を否定し、代表代行での執行部入りを強く求めた。前原は大島を幹事長に繰り上げ、山尾を代表代行に差し替える方針を立てた。
同年9月5日、朝日新聞朝刊が「前原代表が山尾幹事長の撤回を検討」と一面で報じた。同日午前、テレビ東京のニュース番組『Mプラス11』が「幹事長起用断念の理由は、私生活を巡るスキャンダル」とスクープした。守り切れないと判断した前原は、同日午後の民進党両院議員総会で、幹事長を大島とし、代表代行を枝野ひとりとする役員人事案を示し、了承された。
同年9月6日、週刊文春電子版は、「山尾志桜里がイケメン弁護士とお泊まり禁断愛」との見出しの記事を配信。山尾は過去に自由民主党の宮崎謙介が不倫騒動を引き起こした際、テレビ番組で宮崎を批判しており（宮崎は後に議員辞職）、また倉持の妻が実家で病気療養中だったことも顰蹙を買う要因に繋がった。
同年9月7日夜、山尾は離党届を提出。提出後、国会内で記者会見し、関係各位へのお詫びの言葉を述べた。また、「臨時国会の場に、今回の混乱を持ち込むことは党にさらなる迷惑をかけると判断した」と離党を決めた理由について説明した。そして、週刊文春に掲載されたホテルへは1人で宿泊したと前置きした上で、「（倉持）弁護士には政策ブレーンとして具体的な政策の立案や質問などのお手伝いを頂いた。男女の関係はない」と説明した。しかし、記者からの質問を受け付けることなく会見は打ち切られた。
「党の顔」として総選挙で全国を回るはずだった山尾の離党は民進党に計り知れない打撃を与えた。2日後の9月9日、民進党代表選挙で白票を投じた笠浩史、後藤祐一、鈴木義弘、岸本周平、福島伸享の5人が翌週に離党する方向となったことが報じられた。「離党ドミノ」は一気に加速化し、これを好機ととらえた麻生太郎副総理は9月10日夜、安倍晋三首相の私邸を急遽訪問。1時間半にわたって会談し、安倍に衆議院の早期解散を迫った。9月11日、安倍は自民党幹事長の二階俊博と会談。その直後に公明党の山口那津男代表と官邸で意見交換した。自民党関係者は取材に応じ、山口との会談を「公明党側に早期解散への了承を取るため」と解説している。9月17日未明、NHKが「9月28日召集の臨時国会の冒頭で衆議院解散の見通し」と報じた。
同年9月22日、愛知7区での支持者向けの集会で、第48回衆議院議員総選挙に無所属で立候補することを表明した。9月27日、日本共産党は愛知7区に公認候補を擁立しないと発表。民進党は山尾の無所属出馬表明の時点から、代表の前原誠司が「目指す社会像が一致している」として対抗馬を立てない意向を示していたが、10月4日、同党の玄葉光一郎総合選対本部長代行は、岡崎市を地盤とする衆議院議員の中根康浩に対し愛知7区の希望の党公認内定の連絡を密かに行った（中根は7区へ移ることを固辞した）。10月6日、連合愛知は民進党出身者14人を党派によらず支援する方針を決定したものの、山尾に対しては推薦を見送った。
同年10月22日に行われた総選挙で鈴木を834票差で破り、3選。

### 立憲民主党・国民民主党・新・国民民主党
2017年10月30日、無所属のまま衆議院会派「立憲民主党・市民クラブ」に入会。同年12月26日、立憲民主党に入党した。
2020年3月12日、新型インフルエンザ等対策特別措置法改正案の採決で、立憲民主党の賛成の方針に対して、造反して反対票を投じる。
3月18日、「立憲主義、民主主義への考え方、理解が党との間で随分ギャップがある」「（党の）風通しが良くない」などとして離党届を提出し、3月24日付けで受理された。
同年6月16日、国民民主党に入党届を提出。入党を巡っては、同党の玉木雄一郎代表が歓迎する意向を示した一方、同じ愛知県選出の古川元久代表代行らが山尾が立憲に所属していた経緯などから「地元との関係が崩れている」と主張し入党の条件として選挙区の変更を求めた。また、山尾が所属していた立憲民主党の枝野幸男代表は、「（国民民主党が）入党を認めれば統一会派解消だ」と周囲に語るなど反発した。このため、原口一博国会対策委員長は山尾の入党について「そんな簡単な話ではない」と述べた。入党届は調整の末、7月8日の党総務会で承認され、同日付で正式に入党した。しかし地元では「この1年本人を全く見ていない」という声が上がるほか、自治体議員の多くも2017年の衆院選後、山尾が選挙区に姿を見せなくなったことを証言。地元活動を行わない山尾に対する国民民主党県連の反発は強く、愛知7区から国替えとなる可能性が浮上した。
同年7月15日から国民民主党と立憲民主党は合流協議を再開するが、結局意見はまとまらず、8月11日、玉木雄一郎代表は国民民主党を「立憲民主党への合流組」と「残留組」に分党することと、自身は合流に参加しない意向を示した。翌8月12日、山尾も合流新党への不参加を表明し、玉木と行動を共にすると述べた。9月1日発売の『正論』10月号に論文「理念欠く政党に政権交代はムリ」を発表。同論文により、山尾が立憲民主党を容認できない理由が明らかとなる。9月11日、新・国民民主党に山尾も入党した。
同年9月24日、記者会見で愛知7区から国替えして比例東京ブロックに単独1位で立候補をすると表明。「学生時代から大学までのほとんどを武蔵野市で育ち、学び、働いてきた。今も実家のある武蔵野市に住み、両親のサポートを受けながら子育てをしている」と語り、「東京都で、自然体で国会議員の仕事をしたい」と述べた。2017年の衆院選で選対本部長を務めた愛知県大府市議会議員だった千賀重安は「一票一票の積み重ねで当選したことへの配慮がなかった」と悔しさをにじませた。
2021年に入ると山尾は、安倍晋三前首相の「秘蔵っ子」と言われながら、選択的夫婦別姓などリベラルな政策にも賛同している稲田朋美と対談し、互いの意見を交換した。
自民党への移籍も噂されたが、4月27日、議員パスの不適切使用と倉持麟太郎の前妻の自殺が報じられると、同党内部から「山尾氏は次の衆院選は間に合わないが、その次の入党可能性はあった。ただ、今回の報道でそれもなくなった」などの厳しい声を浴びた。
同年5月3日、日本会議が主導する団体「美しい日本の憲法をつくる国民の会」の集会「第23回公開憲法フォーラム」に、櫻井よしこ、菅義偉首相、下村博文、足立康史、田久保忠衛（日本会議会長）、中山義隆（石垣市長）ら、改憲派の人々とともに参加。菅首相は同集会に自民党総裁としてビデオメッセージを送り、緊急事態条項の創設に意欲を示した。集会に参加した山尾も同日、自身のブログで「緊急事態条項にせよ９条にせよ、危機の国家に必要不可欠な力を、憲法上無視し続けることで抑制しようという考え方は、日本の法の支配にとって有害です」と述べた。
同年6月15日、立憲民主党、日本共産党、国民民主党、社民党の野党4党は菅義偉内閣への不信任決議案を提出。同日、山尾はツイッターを更新。「私はこの不信任案提出に意義を見出せてません」「この状況での不信任提出に共感できない」と憤りを表しながらも「もちろん不信任には賛成です」と締めくくった。不信任決議案は同日、与党や日本維新の会などの反対多数で否決された。
同年6月17日、自身のブログとYouTubeチャンネルで、次期衆議院議員総選挙への立候補を見送る意向を示した。また、残された任期で緊急事態条項の法制化に取り組みたいと述べた。
同年6月23日、自身のツイッターで「現職優先の現行選挙制度は本当にデメリットが大きい」と主張。「政治家をやめない人たちが新規参入を阻んでいるとともに、やめられない文化が魅力的な人たちの新規参入のインセンティブを下げまくっている。だとすれば、一旦やめるのアリにすればいいんじゃないかな？」と述べ、武蔵野市周辺地区で小選挙区出馬を拒まれている現状および野党の党勢を暗に批判した。

### 2025年参議院議員選挙

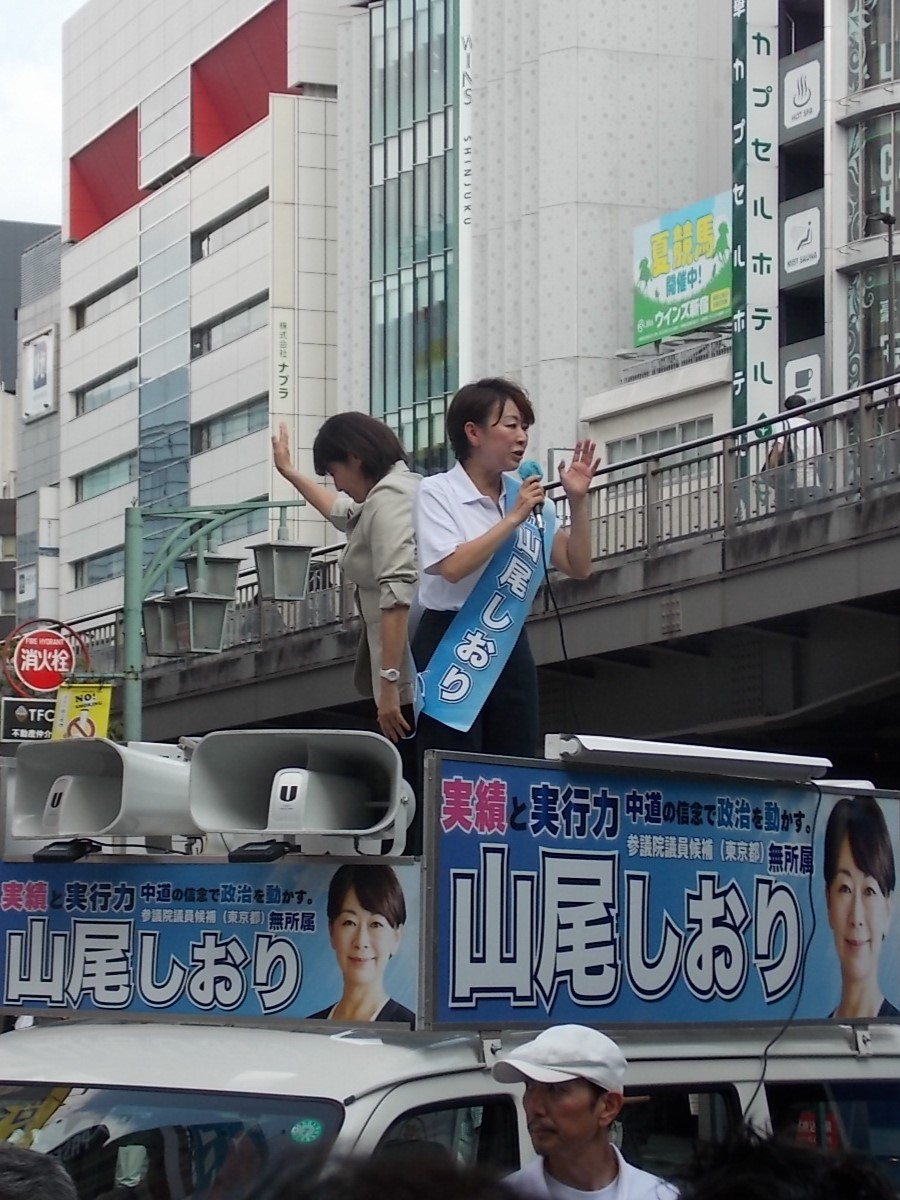
無所属候補として参議院議員選挙に立候補した山尾。

2025年4月22日、国民民主党の出馬要請を受けて、同年夏の第27回参議院議員通常選挙の比例代表から出馬する意向を固めたことが報道により明らかとなった。党と菅野が取り交わした確認書は入念に裏面も印刷されていた。裏面に記された「愛知県内に選挙事務所を設置しない」「愛知7区内の名簿を使用しない。7区内の関係者に協力依頼や働きかけをしない」「愛知県での記者会見、メディア等への出演、取材依頼等には一切応じない」「愛知県内で行われる党公認候補の集会等には参加しない」などの条件を菅野はのみ、党は公認を決定した。複数のメディアはこれらの要求は伊藤孝恵参議院議員の意向によるものと報じており、菅野自身も「（記事内容は）おおよそ私の事実認識とあっている」と明かしている。
同年5月14日、国民民主党は参院選比例区に菅野を擁立すると正式に発表した。なお同日、国民民主党は姓の表記を当初発表した「菅野」から「山尾」に修正した。山尾の意向を受けた対応で、山尾は再び政治家を志すにあたり「政治家としてのキャリアがひも付いているのは、山尾姓だと判断した」としている。
報道後から、山尾の元々の地盤である愛知県の党支部に「不倫相手の妻が亡くなっているんだぞ。後援会を脱会する」「サポーターを辞める」などの声が殺到した。実際に愛知では脱退者が相次ぎ、報道各社の世論調査でも党の政党支持率が下落傾向となった。党公式YouTubeの再生回数も激減した。榛葉賀津也幹事長、舟山康江参議院会長ら党執行部は玉木に対し、山尾の擁立を諦めるよう求めた。玉木は考えを曲げず、両人は半ばで説得を諦めた。執行部の中で強硬に反対し続けたのは広報委員長の伊藤孝恵だったとされる。
同年6月10日、山尾は釈明のため国会内で記者会見を開いた。倉持との不倫疑惑を巡る2017年当時の対応について説明するとともに、「8年前の自分には大変なおごりがあった。自分の行動と対応の未熟さを心からおわびする」と謝罪した。しかし、不倫そのものについては「事実はない」として改めて否定した。倉持の妻が自殺したことについて問われると「事情を存じず、この場で思いを伝えることがどうしてもできない」と述べ、「いろいろな立場の人に迷惑をかけることになるのではないかと思う」と語った。
翌11日、国民民主党は山尾の公認を見送ると決めた。榛葉賀津也幹事長は公認見送りの理由について「法律家としての能力を見込んでの擁立だったが、全国の国民民主の県連や地方議員から山尾氏の公認は見送ってほしいとの声があった」と述べた。榛葉幹事長は10日の山尾の会見について「多くの皆さんから疑問を払拭する会見ではなかったという声があった」と語った。
12日午前、山尾は声明を発表し、国民民主党に離党届を提出したことを明らかにした。公認見送りについて「大変残念です」と記し、党による公認の決定がたびたび先送りされたことや、自身の記者会見翌日に公認見送りを決定したことなど一連の経緯に触れた上で、「党には感謝しつつ、その統治能力には深刻な疑問を抱いてるので、今後は一線を画させていただく」と記した。玉木と榛葉の二人と面会し直接要請があった際「悩み抜いた末、党と国家に貢献できるなら微力を尽くしたいと考えるに至った」と要請受諾の背景を明かし、公認決定の日付も記した。同日、玉木はXで公認を取り消した経緯について「大変反省しています」と釈明した。その上で「ご支持いただいている皆さんに対してだけでなく、山尾さんに対して大変申し訳なく思っております。本人にお詫びしました」と明かした。
同年7月1日、参院選東京都選挙区に無所属で出馬すると表明し、同月3日に立候補の届出を出した。吉祥寺駅北口の商店街に事務所を構えた。7月20日の投開票の結果、106,230票を獲得したが、32人中16位で落選。落選の翌日、ニュース番組ABEMA Primeに生出演。アナウンサーから「国民民主党に対して何か思うことはあります？」と問われると、「今回の国民民主党の取り消しって、やっぱり特に女性候補者に対する政党の扱い問題っていうのをすごく浮き彫りにしたんじゃないかなという風に思っていて」と発言した。

## 政策・主張

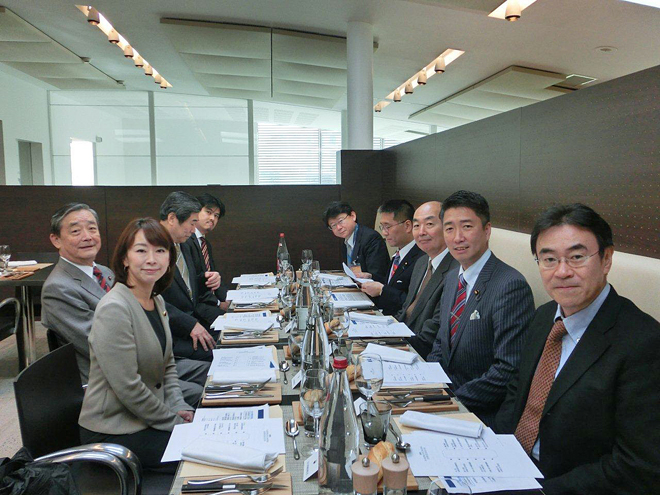
2015年10月12日、衆議院法務委員会理事として衆議院法務委員長奥野信亮（左列前から2人目）、衆議院法務委員会理事伊藤忠彦（右列前から1人目）、衆議院法務委員会委員清水忠史（右列前から2人目）と共に経済協力機構事務次長玉木林太郎（右列前から3人目）、経済協力開発機構日本政府代表部特命全権大使兒玉和夫（左列前から3人目）と会談

### 憲法問題
2019年11月、日本国憲法第9条の改正について、「自衛隊を憲法上も『戦力』と認めるべき」、「日本が発動できる自衛権の範囲を憲法で定め自衛隊を法律で厳密にコントロールする必要がある」と主張。
2021年5月3日、自身のブログで「コロナ禍の1日1日が、緊急事態条項の必要性、立憲事実を積み重ねていると感じる」「憲法裁判所の設置により、裁判官の人事の中立性を高める必要がある」と述べた。

### 選択的夫婦別姓制度
選択的夫婦別姓をめぐる最高裁判決を受けて、2016年4月13日、「判決は試合再開のホイッスル。ボールは立法府にある。侃々諤々の議論をして、夫婦別姓問題を実現まで戦っていきたい」と述べた。
2017年12月には「姓は96％の女性が変えているが、国会議員の9割は姓を変えたこともない男性が占めている。しかし政治家にとって名前ほど大事なものはない。名前が変わることで一番困ることを知っているのが国会議員ではないか」と述べた。

### 同性婚制度
2021年3月18日、同性婚制度の実現のためには憲法改正が望ましいと発言。「憲法変えずに同性婚を認める法改正は可能だし、早い方がよいので進めましょう。ただそれだけだと、時の政権次第で認めないこともできてしまうので、憲法で保障した方がよいと考えます」と述べている。

### 対中政策・香港問題
2020年7月29日、人権制裁法の議員立法や香港人難民の受け入れ（救命ボート）などの政策により、香港市民の保護を目指す超党派の「対中政策に関する国会議員連盟」（JPAC）が発足。山尾は自由民主党の中谷元とともに共同代表を務めている。

### 新聞社の政策アンケートへの賛否表明
- 2009年の衆院選実施時（朝日新聞）
  - 永住外国人への地方選挙権付与に賛成[133]。
- 2012年の衆院選実施時（毎日新聞）
  - 2030年代の原子力発電所稼働ゼロ（原発ゼロ）を目指す民主党政権の目標に賛成[134]。
- 2014年の衆院選実施時（朝日新聞）永住外国人へも地方参政権付与にどちらとも言えない。
- 2014年の衆院選実施時（毎日新聞）
  - 憲法改正（特に9条改正）に反対[135]。
  - 集団的自衛権の行使に反対[135]。
  - アベノミクスを評価しない[135]。
  - 村山談話、河野談話を見直すべきでない[135]。
  - ヘイトスピーチの法規制に賛成[135]。
- 2017年の衆院選実施時（朝日新聞）
  - 安全保障関連法の成立を評価しない[136]。
  - 安倍内閣による北朝鮮問題への取り組みをどちらかと言えば評価しない[136]。
  - 共謀罪法の改正を評価しない[136]。
  - 安倍内閣による森友学園問題、加計学園問題への対応を評価しない[136]。
  - 幼稚園・保育所から大学まで教育を無償化すべきだ[136]。
  - 経済競争力を多少犠牲にしても格差是正を優先すべきだ[136]。
  - どちらかと言えば、財政赤字は危機的水準であるので国債発行を抑制すべきだ[136]。
  - 所得や資産の多い人に対する課税を強化すべきだ[136]。
  - 選択的夫婦別姓の導入に賛成[136]。
  - 非核三原則を堅持すべきだ[136]。

## 発言

### 子育て支援策について
2016年2月4日、衆議院予算委員会で軽減税率について「財源1兆円のうち6千億円は未定。一方、増税を決めた時の国民との約束である子育て支援充実策のうちの3千億円の財源が未定だ。軽減税率と引き換えに子育て支援の充実策が削られるのではないかという強い懸念がある」として安倍晋三首相に対し、「財源が見つかっていないこの3千億円は、これは全て必要な社会保障に入るのかどうか」と質問した。安倍首相は、「軽減税率導入に際して、必要な社会保障費を切ることはない。いま話のあった子育て支援の3千億円については、各年度の予算編成過程の中で検討していくことになる」と答弁した。

### 待機児童問題について
2016年2月29日、衆議院予算委員会において、過去に与党公述人が言及し、複数のメディアが取り上げていた「保育園落ちた、日本死ね」と題した匿名ブログについて、改めて待機児童問題を喚起したとして質問したが、安倍首相は「匿名である以上、本当なのかどうかも含め確かめようがない」と答弁した。また議員席から「誰が書いたんだ」「本人を出せ」との野次が飛んだこともあり、「#保育園落ちたの私と私の仲間だ」とするネット署名活動が広まり、約2万7000人の賛同者を集めた。署名は署名者とともに政府に手渡した。2016年12月1日、「このフレーズが先導するようにして大きな社会問題を現出させた」等の理由から、ユーキャン新語・流行語大賞のトップ10に「保育園落ちた日本死ね」が選ばれ、受賞者として授賞式に出席した。

### 『保育所保育指針』改定案について
2017年2月17日、厚生労働省の『保育所保育指針』改定案について衆議院予算委員会で取り上げ、「子供たちの心に押し付けではない自然に社会を愛する、自分の生まれ育った国を愛する意識が芽生えていく。」と述べている。

### 皇室典範に関して
2017年6月16日、皇位継承者について定めた皇室典範のルールに対して、「歴史的経緯があるというのが、唯一の理由だ。歴史的にそうしてきたことと、これからもそうすべきだという価値判断は、まったく論理必然ではない。新しい工夫や知恵が必要だ」と女系天皇も支持した。

### 憲法改正に関して
2018年2月22日、立憲民主党に入って初の予算委員会での質疑で憲法改正を取り上げ、憲法9条1・2項を残した上で自衛隊について書き込んだ憲法草案に対し、「合憲違憲の議論は、自衛権の行使が9条2項に違反するのではないかという関係で言われてきた。首相提案が2項をそのまま残す以上、合憲違憲の議論の余地はなくならない」と指摘したが、安倍晋三首相は「どう書くか自民党で議論がなされている。政府としては9条1・2項がある上で自衛隊は合憲という立場を取っている」と述べるにとどめた。

### 新型インフルエンザ等対策特別措置法改正案について
2020年3月12日、衆議院本会議における新型インフルエンザ等対策特別措置法改正案の採決で、立憲民主党の賛成の方針に対して、同法案は「民主主義の基盤を傷つける状態を作る私権の制限を伴うため、国会の承認が必要だ。非立憲主義的な法案に党として賛成したのは残念だ。反対するにあたっては、覚悟と自覚を持って行動した」と説明し、反対した。同党の方針について、同党国会対策委員長の安住淳は賛成の理由に少数野党に法案を覆す力がない以上賛否採決する事前承認も報告にとどまる事前報告も事実上同じであることを挙げており、これに対して山尾は承認があっても覆せないならば野党はほとんどの法案で覆せないと指摘しつつ、「それでも真摯に質疑に立って、必要があれば与党を説得し、頑張って修正を勝ち取ろうと努力する。その結果がおかしければ、反対することで問題点をいまと未来に残す。それが野党の大事な仕事だ」と訴え、「野党議員が承認に加わってもどうせ覆らないと言ったら、野党議員のいる意味はない」と同党執行部を批判した。
3月19日、離党届を提出。記者会見において「立憲主義、民主主義への考え方、理解が党との間で随分ギャップがある」と理由を説明した。

## 不祥事・騒動

### 政治資金問題
資金管理団体「桜友会」が、2012年分の政治資金収支報告書に山尾から政治資金規正法で定める上限額を超える1114万円の寄附を受けたと記載したことや、山尾が代表を務める民主党愛知県第7支部が桜友会から2012年に10回に渡り計899万円の寄附を受けたと収支報告書に記載したにもかかわらず、桜友会側の収支報告書には5回分423万円分の寄附しか記載されていなかったことを、2016年3月31日付の週刊新潮が報じた。第7支部は同じ2012年に年間230万円分のガソリン代を出費したと記載、同じ店舗で一日10万円分のガソリン代を出費するなどの問題箇所も指摘された。
4月6日の記者会見で、ガソリン代はプリペイドカードで支出されたとされていたが料金チャージの形跡がなく、支部と無関係に支出されていたことを明らかにし、既に退職した元公設秘書が私的に流用していたが連絡は取れず、桜友会が寄附の上限を超える寄附を受けていたことについては事務的ミスであると述べた。2014年の収支報告書の「新築祝い」名目で選挙区内の店舗に2万1000円の支出についての記載があったことについては記載ミスと述べた。なお、新築祝いの件については、後に公職選挙法違反の容疑で刑事告発されたが、嫌疑不十分で不起訴処分となった。
山尾は4月20日の記者会見で、ガソリン代の出費に関して元公設秘書側と真相究明に向けて双方の弁護士で交渉していることを明らかにし、元公設秘書に対する法的措置も含めた対応を検討している、と述べた。その後12月27日に、元公設秘書が2011～12年の計217万円の不正請求を認めたことを明らかにした。元秘書が既に全額を弁済したとして、刑事告訴は見送るという。
山尾は元秘書の金銭授受問題で1月に辞任した甘利明経済再生担当相疑惑追及チームのメンバーだった当時、「秘書のやったことについて本人の責任が免れるわけではない」と批判していたが、自身の政治資金問題については「監督は不十分だったが、国民の期待に応えたい」と述べ、政調会長を続投した。その後、2015年にもガソリンプリペイドカードを50回にわたり、計104万円分購入していたことがのちに明らかになっている。

### 選挙区内の有権者に花代と香典
2013年11月から2014年5月にかけて、山尾の後援会が選挙区内の有権者計6人に花代と香典として計4万4875円を支出していたことが報じられた。最終的に後援会ではなく総支部（政党支部）が支出したということで訂正を行ったが、山尾は「『政党支部の支出は禁止されていない』ということが民進党の統一見解だ」と強調した。これについて公職選挙法に抵触する可能性はあると産経新聞は論じた。
これについて自民党の稲田朋美は「公職選挙法の趣旨は政治家が有権者に何らかの金品を配ることが政治をゆがめるということ。どなたの名義で実質的に香典が出されたなども含めて説明すべきだ」と批判した。

### 不倫騒動、政策顧問起用、議員パス不適切使用
2017年
- 5月、山尾は夫の山尾恭生に離婚を申し入れた。恭生は長男（当時6歳）にとって良くないことだと考え、申し入れを拒否した[164]。
- 9月2日、民進党代表の前原誠司は山尾を党幹事長に充てる方針を決め、本人に伝えた[44]。
- 同日、名古屋市中区栄にある丸栄百貨店の屋上ビアガーデンで「山尾しおりとあなたの納涼まつり」が開催[50][5]。山尾と弁護士の倉持麟太郎が仲睦まじく参加している姿が関係者によって目撃される[165]。終了後、山尾と倉持の二人は名古屋を発ち、品川区のホテルに宿泊した[46][47]。
- 9月4日、前原のもとに「週刊誌が山尾と倉持との交際疑惑を取材している」との情報が入る[44][49]。
- 9月5日、テレビ東京のニュース番組『Mプラス11』が「前原が山尾幹事長起用を断念した理由は、私生活を巡るスキャンダル」と報道[49]。
- 同日、両院議員総会で山尾の幹事長起用案は取り消され、大島敦が幹事長に決まった[52]。
- 9月6日、「週刊文春」電子版は、山尾と倉持が1週間に4度密会しているとの記事を配信。8月28日と31日に渋谷区の倉持のマンションへ宿泊したときの写真、9月2日に品川区のホテルへ宿泊したときの写真などが証拠として公開された[46][47]。
- 9月7日、山尾は「党や支援者に迷惑をかけることになると判断した」と述べて、離党届を民進党幹事長の大島敦に提出した[166]。離党届を提出した後、国会内で記者会見し離党理由を説明[61]したのち、文春に掲載されたホテルへは1人で宿泊したと前置きした上で[167]、「（倉持）弁護士には政策ブレーンとして具体的な政策の立案や質問などのお手伝いを頂いた。男女の関係はない」と弁明した[61]。記者からの質問を受け付けることなく会見は打ち切られた[61]。
- 9月8日、民進党は山尾の離党届を受理[168]。
- 同日、倉持の妻は、テレビ朝日系の情報番組で、2人が密会したとされる8月28日と31日は、倉持の勧めで病気（左脳大脳動脈狭窄症）療養のため実家に帰っていたと証言した。ネットでは「絶対許せない」「背信行為」などの批判が集中した[169][170]。
- 10月1日、倉持は妻に「相対的に考えた結論だ」と述べ、離婚を切り出した[47]。
- 10月22日、衆議院議員選挙執行。山尾は無所属で立候補し3期目の当選を果たす。
- 11月7日、山尾は、神奈川新聞の取材に対し、倉持を政策顧問に起用する方針を固めたことを明かし[171][172]、「むき出しの好奇心になど屈しない」と宣言した[171]。
- 11月12日、大阪府吹田市で開催された小林よしのり主催の「第3回関西ゴー宣道場」に山尾と倉持は参加[173]。
- 11月13日、山尾の東郷町後援会長（前日に辞任）は夕刊紙の取材に対し、倉持の政策顧問就任について「（報道されてから約2カ月という）タイミングとしては“ノー”だ。国民や支援者の気持ちを大事にしているんだったら、1年後でもよかったと思う」などと語った[174]。ただし、自身の辞任は8月には申し入れており、倉持の政策顧問就任との因果関係は否定した[174]。
- 11月16日、「週刊文春」11月23日号が発売。同号は11月12日のイベントを取り上げ、「山尾志桜里 急展開 一泊二日一緒に大阪出張」と題する記事を掲載。また、倉持の義母の「青天の霹靂。脳梗塞の娘が心配」との証言を公表した[175]。
- 同日、日本テレビ系の情報番組で萱野稔人は政策顧問就任について「（倉持を）「公」の部分で山尾氏が採用するのは、山尾氏が「公私の区別」を主張しているだけに「余計に疑問が出てくる」とコメント[176]。小林よしのりは自身のブログで文春記者の実名や写真をさらし、山尾と倉持は夜は別々の場所に宿泊したと述べ、文春を批判した[177]。
- 11月27日、倉持は離婚。当時2歳だった長男の親権は倉持に渡った[47][178]。
- 12月12日、「婦人公論」2017年12月26日・2018年1月4日合併特大号が発売。同号に「どんなに批判されても、私が倉持さんを選ぶ理由」と題する山尾と倉持の対談記事が掲載された。山尾は同記事で「人さまのプライバシーに無責任に言及することはしません」「以前、『もしタイムマシンがあったら、あの報道の前に戻りたいか?』と話したことがあって、二人とも『戻りたくないよね』という答えだった（笑）。二人にとって常に現在が一番だということです」と述べた[179]。

2018年
- 2月28日、山尾志桜里と山尾恭生の協議離婚が成立[18][180]。山尾は旧姓の「菅野」に復氏した[6][7]。志桜里が親権を持ち、恭生が監護権を持つことが公正証書によって定められた。長男の生活の拠点は、平日は志桜里の自宅、金曜日の夜から日曜日までは恭生の自宅に置くこととされた。財産分与として志桜里は恭生に300万円を支払った[164]。
- 3月22日、「週刊文春」3月29日号が発売。倉持麟太郎の前妻は同号に手記を寄稿。「彼女は夫婦の寝室にまで上がり込んで、私の全てを奪っていった。事実を認め、その償いをしてもらいたい」と山尾と倉持の不倫を非難。山尾に対して慰謝料請求の裁判を起こす準備を進めていると語った[181][182]。
- 3月26日、前妻はフジテレビ系の情報番組にVTR出演。「離婚時の取り決めでは週末に3日間、子どもへの面会が許可されていたが、突然、倉持から拒否された」と明かした[170]。

2019年
- 4月16日、志桜里はフェイスブックを更新。統一地方選挙のさなかにあって候補者の応援をしない弁明を行った。「今の私では、真実味を伴わない空っぽの言葉になりそう」と意味ありげな書き方をし、応援依頼は「おおむね申し訳なくもお断りしております」と述べた[183][184]。
- 4月27日、天皇即位に伴い史上初の10連休となったゴールデンウィークの初日、志桜里と倉持は羽田空港からロサンゼルスへ旅立った[184]。
- 5月22日、「週刊文春」電子版は、志桜里が国会に無届けで大型連休中に倉持とロサンゼルスへ旅行をしたことを報じた。国会議員はたとえ休日でも会期中に海外旅行をする場合、所属する院の議長に請暇願を旅行計画書とともに提出する必要があるため、問題となった[185]。
- 5月23日、志桜里は上記の件に関し「手続きをとることを不注意で失念した。以後このような不注意のないよう深く反省し、十分に注意する」とコメントを発表した[186]。
- 6月、元夫の山尾恭生は離婚後に知り合った女性と再婚。志桜里は恭生に対し、面会交流から再婚相手を外すよう求め、長男が週末を恭生の家で過ごすのはこの月が最後となった[164]。

2020年
- 5月6日、山尾恭生は東京家庭裁判所に子の監護に関する処分を申し立て、面会交流を求める調停に踏み切った[164]。
- 志桜里は、長男が調査官による聴取を拒んでいるとの理由により、手続代理人弁護士として倉持を介入させ、倉持に長男の聴取を行わせた[164]。

2021年
- 4月26日、山尾恭生は志桜里に対し、300万円の損害賠償請求訴訟を起こした。志桜里は倉持が代表を務める「弁護士法人Next」[187]の弁護士を訴訟代理人に立てた。
- 4月27日、「週刊文春」電子版が記事を配信。山尾志桜里が同年4月3日、10日、17日に「国会議員鉄道乗車証」[注 6]の不適切使用を重ねていたことと、4月3日に山尾が三鷹駅の有人改札から議員パスで入場し、吉祥寺でマッサージ店に1時間滞在し、恵比寿駅を下車しラーメン屋に入ったあとタクシーに乗り、倉持の自宅に向かったことを報じた[95]。また、倉持の前妻が2020年10月3日に自宅で自殺していた事実を明かした[188]。
- 4月28日、山尾は議員パス不適切利用に関し、ツイッターで「深く反省しています。今後このようなことがないように十分に気をつけてまいります」と陳謝した。倉持の前妻の自殺報道については言及しなかった[189]。
- 同日、国民民主党の玉木雄一郎代表は「山尾氏は日頃から（国会議員は）公私を使い分けるべきだと指摘してきた立場で、言行不一致と言わざるを得ない」と述べ、山尾を厳重注意処分としたことを明らかにした[190]。自民党内部からは「今回の報道で山尾の入党可能性もなくなった。倉持氏とまだ関係が続いていただけでなく、元妻が自殺までしていたとなると、道義的責任は免れない」「（ただし）国民民主党は自民党の補完勢力にもなりつつあるので、タイミングが合えば合流する時はあるのではないか」などの声が上がった[96]。
- 7月5日、「アエラドット」がインタビュー記事を配信。山尾が倉持との男女関係を「否定」していることが改めて記された。「『週刊文春』の報道から始まった騒動を今振り返ってどう思いますか？」との問いに、山尾は「女性議員の私生活に向けられる関心の高さが異常ですよね」と答えた[191]。
- 8月27日、週刊誌が、前述の恭生と志桜里の面会交流事件や、恭生が損害賠償請求訴訟を起こしていたことなどを報じた。山尾は「原告が作出した種々の事情および理由により、子の意思を尊重した結果面会交流がやむなく実施できなかったのである」「本訴訟は原告の権利濫用ともいえる濫訴であり、原告の請求は直ちに棄却されるべきである」と主張し、争う姿勢を見せていると報じられた[192]。

## 人物
- 議員活動の際、服装は主に青色のスーツを着用し、トレードマークとしている。

## 年譜
- 1974年7月24日 - 宮城県仙台市で出生
- 1987年3月 - 聖徳学園小学校卒業
- 1990年3月 - 東京学芸大学附属大泉中学校卒業
- 1993年
  - 3月 - 東京学芸大学附属高等学校卒業
  - 4月 - 後期入試で東京大学文科Ⅰ類に合格し、入学[193]
- 1999年3月 - 東京大学法学部卒業
- 2002年 - 司法試験合格
- 2004年10月 - 検察官任官、東京地方検察庁着任
- 2005年4月 - 千葉地方検察庁着任
- 2006年4月 - 名古屋地方検察庁岡崎支部着任
- 2007年12月 - 検察官退官、民主党愛知県第7総支部長
- 2009年8月30日 - 第45回衆議院議員総選挙で当選（愛知7区）
- 2010年 - 幹事長補佐、行政刷新会議WG評価者（仕分け人）
- 2012年12月16日 - 第46回衆議院議員総選挙で落選
- 2014年12月14日 - 第47回衆議院議員総選挙で当選（愛知7区）
- 2016年3月27日 - 民進党政務調査会長
- 2017年9月 - 民進党離党
- 2017年
  - 10月22日 - 第48回衆議院議員総選挙で当選（愛知7区）
  - 12月 - （旧）立憲民主党入党
- 2020年
  - 3月24日 - （旧）立憲民主党離党
  - 7月8日 - （旧）国民民主党入党
  - 9月11日 - 国民民主党入党
- 2021年10月 - 第49回衆議院議員総選挙に出馬せず任期を満了。
- 2023年4月 - 慶應義塾大学大学院法学研究科入学[194]。
- 2025年
  - 6月 - 国民民主党離党
  - 7月 - 第27回参議院議員通常選挙で落選（東京都選挙区）

## 選挙歴
| 当落 | 選挙                     | 執行日         | 年齢 | 選挙区       | 政党   | 得票数     | 得票率 | 定数 | 得票順位 /候補者数 | 政党内比例順位 /政党当選者数 |
| ---- | ------------------------ | -------------- | ---- | ------------ | ------ | ---------- | ------ | ---- | ------------------ | ---------------------------- |
| 当   | 第45回衆議院議員総選挙   | 2009年08月30日 | 35   | 愛知県第7区  | 民主党 | 18万2028票 | 61.11% | 1    | 1/3                | /                            |
| 落   | 第46回衆議院議員総選挙   | 2012年12月16日 | 38   | 愛知県第7区  | 民主党 | 9万2398票  | 35.86% | 1    | 2/4                | 5/4                          |
| 当   | 第47回衆議院議員総選挙   | 2014年12月14日 | 40   | 愛知県第7区  | 民主党 | 11万3474票 | 46.60% | 1    | 1/3                | /                            |
| 当   | 第48回衆議院議員総選挙   | 2017年10月22日 | 43   | 愛知県第7区  | 無所属 | 12万8163票 | 50.16% | 1    | 1/2                | /                            |
| 落   | 第27回参議院議員通常選挙 | 2025年07月20日 | 50   | 東京都選挙区 | 無所属 | 10万6230票 | 1.53%  | 7    | 16/32              | /                            |

## 所属団体・議員連盟
- イクメン議員連盟（呼びかけ人）
- 対中政策に関する国会議員連盟（呼びかけ人・共同代表）
- 人権外交を超党派で考える議員連盟（共同会長）
- 有志議員による建設職人の安全・地位向上推進議員連盟（副会長）

## 著書
- 菅野志桜里 『アニーの100日受験物語』 ごま書房、1995年2月。ISBN 978-4341016517。
- 山尾志桜里 『立憲的改憲－憲法をリベラルに考える7つの対論』 ちくま新書、2018年8月。ISBN 978-4480071644。